# Bath Island
Bath Island ist eine kleine Insel im Archipel der Südlichen Shetlandinseln. In der Gruppe der Aitcho-Inseln in der English Strait liegt sie nördlich von Emeline Island. Gemeinsam mit Cricklewood Island und Taunton Island bildet sie die Gruppe der Riksa-Inseln.
Das UK Antarctic Place-Names Committee benannte sie 2013. Namensgeber ist die Stadt Bath in der englischen Grafschaft Somerset, wo während des Zweiten Weltkriegs vorübergehend Abteilungen des United Kingdom Hydrographic Office stationiert waren.